# Мончинцы (Калиновский район)
Мончинцы (укр. Мончинці) — село на Украине, находится в Калиновском районе Винницкой области.
Код КОАТУУ — 0521685206. Население по переписи 2001 года составляет 291 человек. Почтовый индекс — 22413. Телефонный код — 4333.
Занимает площадь 17,8 км².

## Адрес местного совета
22413, Винницкая область, Калиновский район, с. Нападовка, ул. Первомайская, 2